# Populația minimă viabilă
Populația minimă viabilă (MVP) este limita inferioară⁠(d) a populației unei specii, astfel ca să poate supraviețui în sălbăticie. Acest termen este folosit în domeniile biologiei, ecologiei și biologiei conservării⁠(d). Mai precis, MVP este cea mai mică dimensiune posibilă, la care o populație biologică  poate exista fără să înfrunte dispariția prin dezastre naturale sau demografice, de mediu sau stocastică genetică. Termenul de "populație" rareori se referă la o întreagă specie. De exemplu, dromaderul nedomesticit este dispărut din mediul său natural sălbatic; cu toate acestea, există o populație domestică în captivitate și în plus o populație de dromaderi scăpați în libertate în Australia. Două grupuri de pisici de casă în locuințe separate, care nu sunt lăsate afară, sunt de asemenea, din punct de vedere tehnic populații distincte. De obicei, cu toate acestea, MVP-ul este folosit pentru a se referi exclusiv la o populație sălbatică, cum ar fi lupul roșu.

## Estimare
Populația viabilă minimă este de obicei estimată ca mărimea populației, necesară pentru a asigura între 90% și 95% probabilitate de supraviețuire între 100 și 1000 de ani în viitor. MVP-ul poate fi estimată folosind simularea pe calculator⁠(d) pentru analiza viabilității populației⁠(d) (PVA). PVA modelează populații folosind informații demografice și de mediu  pentru a estima în viitor dinamica populației⁠(d). Probabilitatea atribuită PVA-ului se obține după repetarea simularii de mediu de mii de ori.
De exemplu, pentru o simulare teoretică a unei populații de 50 de ursi panda gigant în care populația simulată merge către extincția totală, 30 din 100 de simulări stohastice, proiectate 100 de ani în viitor, nu sunt viabile. Cauzele extincției în simulare pot include depresia de consangvinizare⁠(d), dezastrele naturale, sau schimbările climatice. Extincția care are loc în 30 din 100 de rulări ar da o  probabilitate de supraviețuire de 70%. În schimb, în aceeași simulare cu o  populație de pornire de 60 de ursi panda,  populație panda poate dispărea în patru din o suta de rulări, rezultând într-o supraviețuire de 96%. În acest caz  populația minimă viabilă care îndeplinește probabilitate de supraviețuire de 90 - 95%  este cuprinsă între 50 și 60 de urși panda. (Aceste cifre au fost inventate pentru scopul acestui exemplu.)

## Extincția

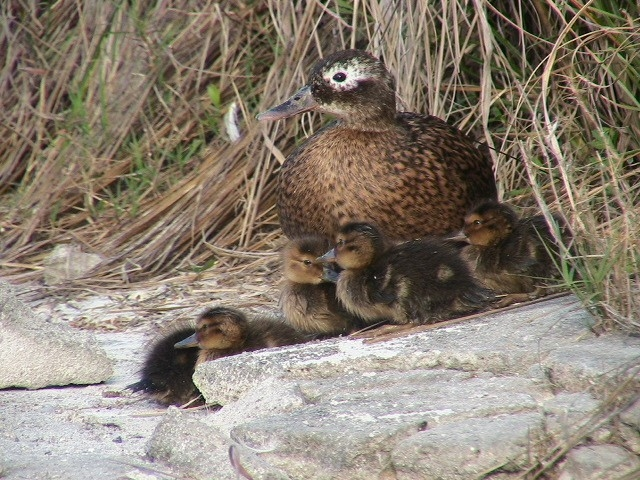
În 1912, rața Laysan a avut o mărimea efectivă a populației de cel mult 7.

MVP-ul nu ia în considerare intervenția externă. Astfel, aceasta este utilă pentru managerii de conservare și ecologiști; o populație poate fi crescută peste MVP folosind un program de reproducere în captivitate, sau prin aducerea altor membri ai speciilor din alte rezerve.
Există în mod natural o dezbatere cu privire la exactitatea PVA-ului, deoarece o mare varietate de ipoteze, în general, sunt necesare pentru  prognoza viitorului; cu toate acestea, considerația importantă nu este precizia absolută, ci promulgarea conceptul că fiecare specie are într-adevăr o MVP, care cel puțin poate fi aproximată de dragul  biologiei de conservare și a Planurilor de Acțiune pentru Biodiversitate.
Există o tendință marcată⁠(d) de izolare, de supraviețuire a blocajului genetic și o strategie r⁠(d) pentru a permite valori mult mai mici a MVP-ului decât media. În schimb, taxoni ușor afectați de depresia de consangvinizare – având MVP-ul ridicat – sunt de multe ori fără îndoială strategii K, cu mici densități ale populației , în timp ce apar într-o gamă largă. Un MVP între 500 și 1000 a fost de multe ori dată ca o medie pentru vertebratele terestre atunci când consangvinizarea sau variabilitatea genetică sunt ignorate. Când efectele consangvinizării sunt incluse, estimările MVP-ului pentru multe specii sunt de ordinul de mărime al miilor. Bazat pe o meta-analiză a valorilor raportate în literatura de specialitate pentru multe specii, Traill et al.  au raportat o medie a MVP-ului de  4169 indivizi.

## Incertitudine populațională
Incertitudinea populațională poate fi împărțită în patru surse:
- Stohasticitate demografică
- Stohasticitatea mediului
- Catastrofe naturale
- Stohasticitatea genetică